# مقایسه‌گر دیجیتال
مقایسه‌کننده دیجیتال، یک دستگاه سخت‌افزاری الکترونیکی است که دو عدد را به شکل باینری در ورودی می‌گیرد و تعیین می‌کند که آیا عدد بزرگتر، کوچکتر یا برابر با عدد دیگر است. مقایسه‌کننده‌ها در واحد پردازش مرکزی (پردازنده‌ها) و ریزکنترل‌گرها (MCUها) استفاده می‌شوند.
مثال‌هایی از مقایسه‌کننده‌های دیجیتال شامل CMOS 4036، ۴۵۸۵ و TTL 7485 و ۷۴۶۸۲–۸۹ می‌باشد.
نکته: گیت XNOR یک مقایسه‌کننده اصلی است؛ زیرا خروجی وقتی یک می‌شود که دو بیت ورودی برابر باشند.
معادل آنالوگ مقایسه‌کننده دیجیتال، مقایسه‌کننده ولتاژ است. بسیاری از ریزکنترل‌گرها، یک مقایسه‌کننده آنالوگ روی بعضی از ورودی‌هایشان دارند که می‌تواند یک وقفه را بخواند یا رها سازد.

## اجرا
دو عدد باینری ۴بیتی AوB را در نظر بگیرید. مانند
{\displaystyle A=A_{3}A_{2}A_{1}A_{0}}
{\displaystyle B=B_{3}B_{2}B_{1}B_{0}}
در اینجا زیرنویس نشاندهنده یکی از ارقام در اعداد است.
برابری
اعداد باینری AوB برابر خواهند بود اگر همه جفت ارقام معنی دار از هر دو عدد برابر باشند. به عنوان مثال
{\displaystyle A_{3}=B_{3}}, {\displaystyle A_{2}=B_{2}}, {\displaystyle A_{1}=B_{1}} and  {\displaystyle A_{0}=B_{0}}
از آنجا که اعداد باینری هستند، ارقام یا صفر یا یک هستندو تابع بولی برای برابری از هر دو رقم{\displaystyle A_{i}} و {\displaystyle B_{i}} می‌تواند به صورت زیر بیان شود:
{\displaystyle x_{i}=A_{i}\cdot B_{i}+{\overline {A}}_{i}\cdot {\overline {B}}_{i}}
{\displaystyle x_{i}}، برابر با ۱ است فقط اگر {\displaystyle A_{i}} و {\displaystyle B_{i}} برابر باشند.
بنابراین شرط برابری AوB را می‌توان با استفاده از دروازه و به صورت زیر اجرا نمود.
{\displaystyle (A=B)=x_{3}x_{2}x_{1}x_{0}}
مقادیر باینری ۱=(A=B) است، اگر فقط همه زوج‌های ارقام دو عدد برابر باشند.
تفاوت
به منظور تعیین دستی بزرگتری دو عدد باینری، ما دامنه نسبی از جفت ارقام مهم را جستجو می‌کنیم. با شروع از مهم‌ترین بیت، بتدریج به سمت کم‌اهمیت‌ترین بیت پیش می‌رویم تا وقتی که یک نابرابری پیدا شود. وقتی که نابرابری پیدا شد، اگر بیت متناظر A، ۱ است و B، ۰، پس نتیجه می‌گیریم که A>B
این مقایسه متوالی را می‌توان به صورت منطقی به صورت زیر بیان نمود
{\displaystyle (A>B)=A_{3}\cdot {\overline {B}}_{3}+x_{3}A_{2}{\overline {B}}_{2}+x_{3}x_{2}A_{1}{\overline {B}}_{1}+x_{3}x_{2}x_{1}A_{0}{\overline {B}}_{0}}
{\displaystyle (A<B)={\overline {A}}_{3}\cdot B_{3}+x_{3}{\overline {A}}_{2}B_{2}+x_{3}x_{2}{\overline {A}}_{1}B_{1}+x_{3}x_{2}x_{1}{\overline {A}}_{0}B_{0}}